# Veronika Remišová
Veronika Remišová, née Belošovičová le 31 mai 1976, est une femme politique slovaque, membre du parti Pour le peuple.
En mars 2020, elle entre au gouvernement Matovič en tant que vice-Première ministre et ministre des Investissements, du Développement régional et de l’Informatisation,. En avril 2021, elle est maintenue à ce poste dans le gouvernement Heger.